# Włodzimierz Hubicki
Włodzimierz Ludwik Tadeusz Sas Hubicki (ur. 31 stycznia 1914 w Borysławiu, zm. 13 lipca 1977 w Lublinie) – polski chemik.

## Życiorys
Był synem Ludwika inżyniera naftowego i Marii z Ciszewskich. Egzamin maturalny złożył w IV Liceum i Gimnazjum im. Henryka Sienkiewicza w Krakowie. Studiował chemię na Uniwersytecie Jagiellońskim uzyskując w 1938 tytuł magistra. 1 września 1938 rozpoczął pracę na Uniwersytecie Jagiellońskim jako młodszy asystent Katedry Chemii Nieorganicznej. Od 7 listopada 1939 gdy działalność Uniwersytetu Jagiellońskiego stała się konspiracyjna Hubicki pełnił funkcję wykładowcy na Tajnym Uniwersytecie Jagiellońskim. Od 1 kwietnia 1941 do 30 czerwca 1943 był nauczycielem chemii i fizyki na kursach przygotowawczych w Wieliczce, a od września 1943 roku nauczycielem Szkoły Chemotechnicznej w Krakowie. W lipcu 1943 na Tajnym Uniwersytecie Jagiellońskim i uzyskał stopień doktora. Mianowany zastępcą profesora od dnia 1 października 1947 objął kierownictwo Zakładu Chemii Nieorganicznej na tworzącym się UMCS-ie. 5 lipca 1949 uzyskał habilitację. W 1950 uzyskał tytuł naukowy profesora nadzwyczajnego, w roku 1951 zostać dziekanem Wydziału Matematyki, Fizyki i Chemii i podjął się trudu zorganizowania nowego Wydziału. W latach 1956—1959 piastował godność prorektora do spraw naukowych UMCS. W roku 1960 uzyskał tytuł naukowy profesora zwyczajnego. W latach 1952—1960 pracował dodatkowo w Zakładzie Historii Nauki PAN, od roku 1952 pozostawał członkiem Rady Naukowej tego Zakładu. Członek między innymi Międzynarodowej Akademii Historii Nauki w Paryżu. Tworzył prace głównie z dziedziny chemii nieorganicznej, dotyczące przede wszystkim przebiegu procesów chemicznych w środowiskach wodnych i w ciekłych amoniakatach, chemii pierwiastków ziem rzadkich oraz otrzymywania substancji o bardzo dużej czystości, a także prace dotyczące historii nauki. Autor ponad 200 prac naukowych, ok. 100 publikacji z historii chemii, m.in. monografii alchemika Michała Sędziwoja (1967) oraz Z dziejów chemii i alchemii (1992). 
Za swoją pracę był odznaczany: Złotym Krzyżem Zasługi (1954), Medalem X-lecia PRL (1955), Krzyżem Kawalerskim Orderu Odrodzenia Polski (1958), Medalem XXX-lecia (1974), Medalem Komisji Edukacji Narodowej (1975) i Krzyżem Komandorskim Orderu Odrodzenia Polski (1974). Uzyskał szereg nagród: indywidualne nagrody I stopnia Ministra Szkolnictwa Wyższego (1964, 1972),
zespołową nagrodę I stopnia Ministra Nauki, Szkolnictwa Wyższego i Techniki (1973), nagrodę I stopnia Lubelskiego Towarzystwa Naukowego (1975) oraz kilkanaście nagród rektorskich. 
Był dyrektorem biura Towarzystwa Muzycznego im. Henryka Wieniawskiego w Poznaniu. Pogrzeb odbył się 16 lipca 1977 na cmentarzu Rakowickim w Krakowie (pas AC, płd.).

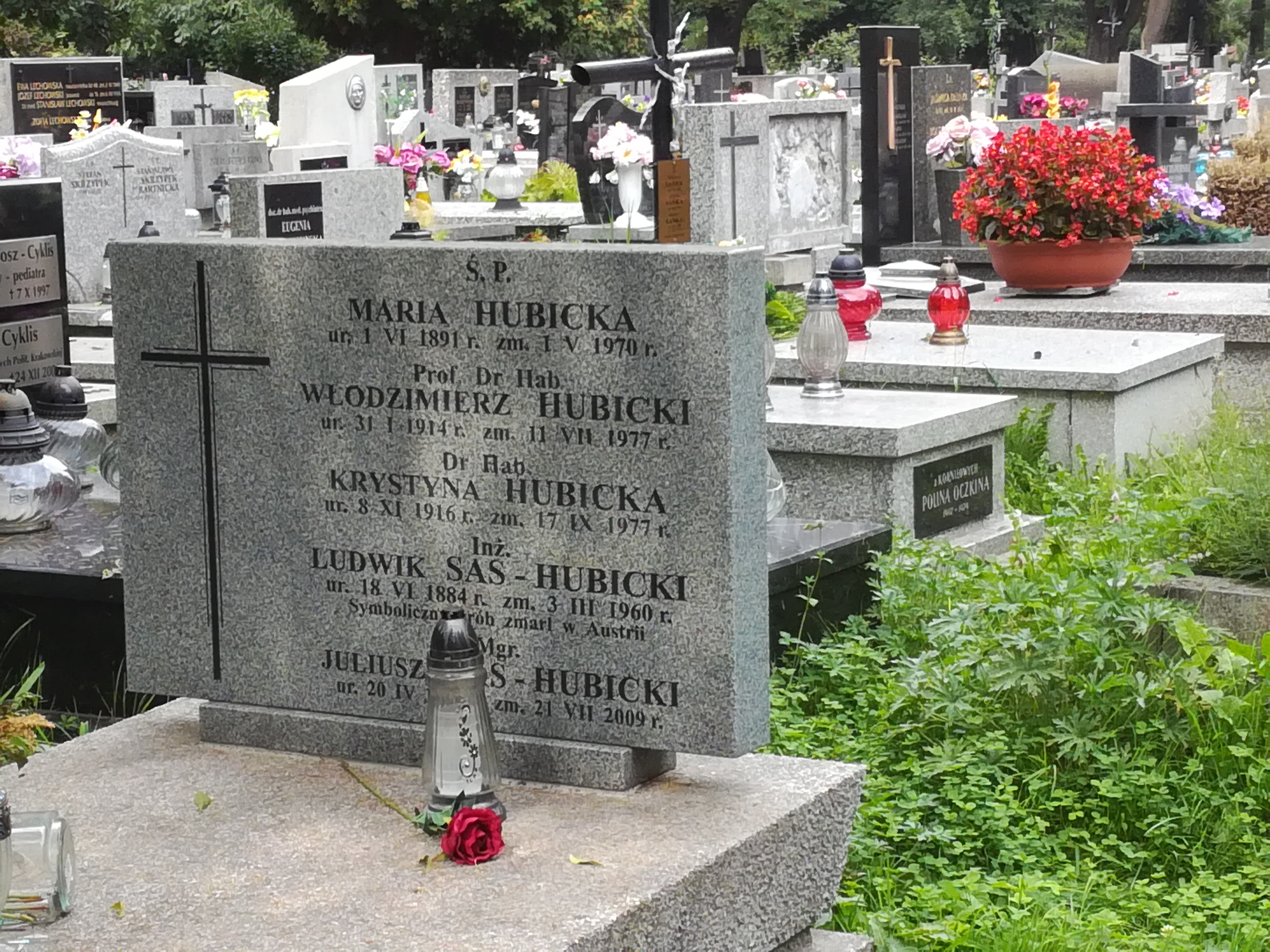
Grób prof. Włodzimierza Hubickiego na cmentarzu Rakowickim